# Marcello Aliprandi

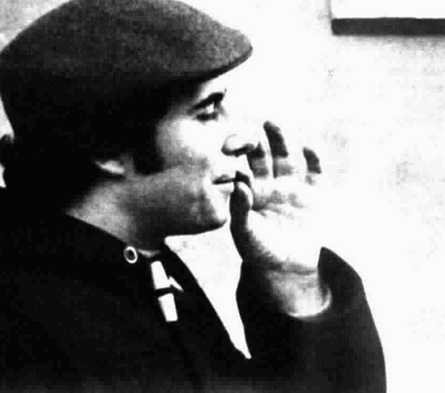
Marcello Aliprandi im Juli 1972

Marcello Aliprandi (* 2. Januar 1938 in Rom; † 26. August 1997 ebenda) war ein italienischer Filmregisseur.

## Leben
Aliprandi arbeitete zunächst während der 1960er Jahre für das Theater, unter anderem als Assistent für Bühnenarbeiten von Luchino Visconti, bevor er zu Beginn der 1970er Jahre ins Filmgeschäft und ins Regiefach wechselte. Er stellte eine Reihe anspruchsloser, aber unterhaltender Filme her. Ab Ende des Jahrzehntes wirkte Aliprandi vornehmlich für das Fernsehen.

## Filmografie (Auswahl)
- 1970: La ragazza di latta
- 1975: Korruption im Justizpalast (Corruzione al palazzo di giustizia)
- 1979: Ich liebe dich, du kleiner Schwede (Senza buccia)
- 1982: Die Höhlenkinder (Fernsehserie, 1984) (TV)
- 1982: Das Vatikan-Komplott (Morte in Vaticano)
- 1992: Prova di memoria
- 1995: Soldato ignoto